# Medellín (Filipinas)
Medellín es un municipio de Filipinas de 3ª clase, perteneciente a la provincia de Cebú. Limita al norte con Daanbantayan, al oriente con el mar de Camotes, al sur con San Remigio y Bogo, y, al oeste, con el estrecho de Tanon;
Al igual que Daanbantayan, es el municipio más septentrional de la isla de Cebú. Según los datos del censo del 2000, tenía 43 113 habitantes.

## Barangays
Medellín está subdividido políticamente en los siguientes 19 barangays:
| - Antipolo - Curva - Daanlungsod - Dalingding Sur - Dayhagon - Gibitngil - Canhabagat - Caputatan Norte - Caputatan Sur - Kawit | - Lamintak Norte - Luy-a - Panugnawan - Población - Tindog - Don Virgilio Gonzales - Lamintak Sur - Maharuhay - Mahawak |